# Смит, Дик (предприниматель)
Ричард Гарольд «Дик» Смит, (англ. Richard "Dick" Harold Smith) — австралийский предприниматель, бизнесмен, лётчик, путешественник, писатель, филантроп и политический активист. Он является основателем многомиллионных компаний Dick Smith Electronics, Dick Smith Foods и Australian Geographic. В 1986 году получил звание «Австралиец года». Стал первым австралийцем в истории, покорившем на вертолёте Северный полюс. Совершил 5 кругосветных путешествий на вертолёте и автомобиле. В 2010 году с целью создания фильмов о глобальных проблемах основал медиакомпанию Smith & Nasht.

## Биография
Дик Смит родился в Сиднее в 1944 году. Он прославился как успешный предприниматель, авиатор и филантроп, который тратил свои средства на развитие Австралии. Смит много лет увлекается авиацией и является обладателем нескольких мировых рекордов в этой области. Будучи крупным филантропом, он поддерживает ряд благотворительных организаций и природоохранные инициативы.

## Предпринимательская деятельность
Dick Smith — основана в 1968 году с личных накоплений в размере около 600 австралийских долларов. Продана в 1982 году компании Woolworths за 22 млн долларов. Компания до сих пор сохраняет имя основателя в своём названии.
В 1986 году Смит открывает журнал Australian Geographic, который патронирует до сих пор и является его активным автором.

В 1999 году основал Dick Smith Foods в стремлении составить конкуренцию иностранным производителям продуктов питания, таким как Arnott’s Biscuits (с 1997 года входит в состав Campbell Soup Company). Dick Smith Foods продаёт только продукты, произведённые в Австралии австралийскими компаниями: 
«Если производство продуктов в зарубежных руках, то прибыль и богатство идёт за границу, лишает наших детей и внуков будущего.»
Компания Smith & Nasht основана Диком Смитом в 2010 году совместно с режиссёром Саймоном Нештом

## Путешествия и достижения
Дик Смит первым в мире совершил одиночный полёт на вертолёте вокруг земного шара. Впоследствии повторил своё достижение.. Полёт прошёл в 1982 году по маршруту Техас—Канада—Гренландия—Исландия—Шотландия—Лондон—Египет—Пакистан—Таиланд—Сингапур—Индонезия—Сидней—Техас. При пересечении южной части Тихого океана вертолёт совершал посадки на палубу торгового судна для дозаправки.
Перелет осуществлялся на вертолёте Белл 206 Джет Рейнджер III, который был снабжён одним ГТД Аллисон 250-C20J мощностью 420 л. с./310 кВт. Несмотря на то, что Дик Смит к тому моменту имел налёт 700 часов на самолётах и 810 часов на вертолётах, он совсем не умел летать по приборам. Именно поэтому путешествие проходило только днём и в благоприятных метеорологических условиях при средней скорости всего 37 км/ч. Общая протяжённость маршрута составила 56756,38 км, его преодоление заняло 11 месяцев. Путешествие завершилось 22 июля 1983 года на вертолётной площадке Дика Смита в Сиднее и обошлось в 100 тыс. долларов, часть которых пилот-предприниматель сумел вернуть за счёт размещения на вертолёте рекламы и съемок фильма о своем полете. FAI зарегистрировало перелет в качестве мирового рекорда.
В 1986 году Дик Смит получил звание «Австралиец года». В ходе тура в честь полученной награды он обратился к молодому поколению своих соотечественников, отговаривая их от употребления спиртных напитков и курения сигарет.
Также на вертолёте в 1989 году со второй попытки Дик Смит достиг и Северного полюса.
На личном самолёте он по меридиану перелетел через Северный и Южный полюса, сделав посадки на обоих.

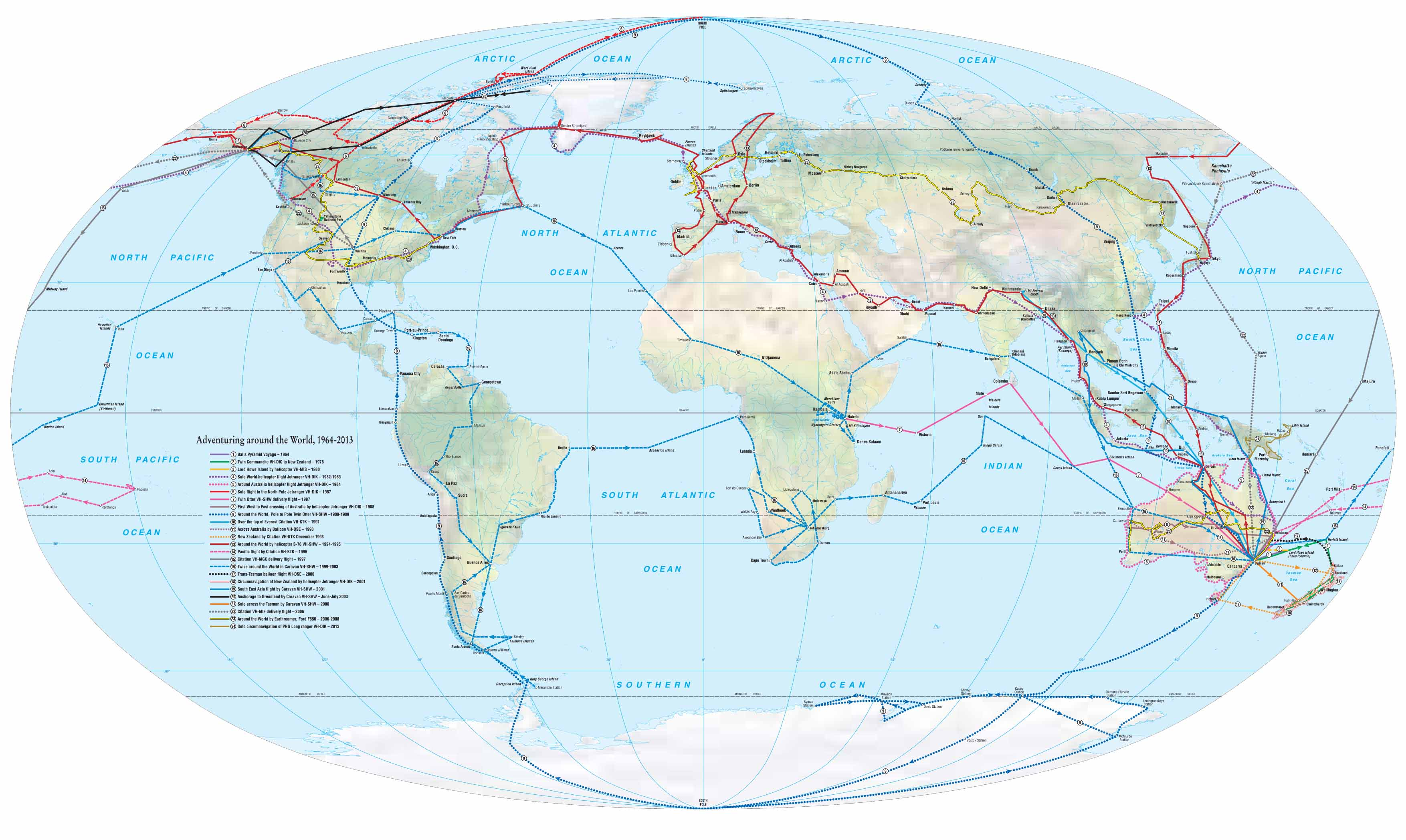
Приключения Дика Смита по карте мира 1964-2013 (Уилл Прингл)

В 1993 г. Дик Смит совместно с Джоном Веллингтоном совершил первый перелёт через Австралию на аэростате-розьере Cameron R-77 «The Australian Geographic Flyer». Путешествие длилось 40 ч 23 мин и составило 3 867 км.
В 2000 году на воздушном шаре передвигаясь против ветра Дик Смит совершил перелет в Новую Зеландию.
В 2015 году железнодорожным транспортом путешествовал под Дальнему Востоку России.
Дик Смит также известен во всём мире своими масштабными и широко разрекламированными розыгрышами. Самый известный из них случился в 1978 году — это «попытка» буксировать айсберг из Антарктиды в Австралию, чтобы получить дешёвую питьевую воду. По личному признанию Дика Смита, айсберг действительно приплыл с Южного Полюса.

## Общественные и политические инициативы
В августе 2010 года Смит объявил, что он намерен посвятить себя вопросам перенаселённости и альтернативам способам достижения экономического роста. Он создал и сам снялся в полнометражном документальном фильме «Dick Smith’s Population Puzzle».
В 2011 году предприниматель выразил поддержку действиям, направленным на борьбу с изменением климата, в том числе введению налога на выбросы углерода. Смит выпустил документальный фильм «Ten Bucks a Litre» с призывом к разработке электромобилей.
В марте 2015 года СМИ сообщили, что Дик Смит зарегистрировал свою политическую партию. Хотя предприниматель и не планировал выдвигать свою кандидатуру на выборы, он намеревался использовать свои имя и время для поддержки кандидатов на места в Сенат. Планировалось, что партия сосредоточится на борьбе с высокими темпами иммиграции и поисках альтернативных путей экономического роста.